# Stipe Šarlija
Stipe Šarlija (Obrovazzo, 2 novembre 1967) è un allenatore di pallacanestro croato.

## Carriera

### Giocatore
Iniziò la carriera cestistica nel Zara dove rimase fino al 1997, anno in cui si trasferì in Turchia nella prima avventura estera. Dopo una stagione nel Antalya BŞB ritorno in patria, più precisamente tra le file del Cibona Zagabria. In due stagioni a Zagabria collezionò due campionati croati e una Coppa di Croazia. Nella stagione 2000-2001 militò nella Braunschweig, per poi, dopo aver vinto due campionati bosniaci e due Coppe di Bosnia ed Erzegovina, concludere la carriera nel Široki.

### Allenatore
Il 22 novembre 2020 viene ufficializzato alla guida del Vrijednosnice Osijek.

## Palmarès

### Giocatore
- Campionato croato: 2

Cibona Zagabria: 1998-99, 1999-2000,
- Coppa di Croazia: 1

Cibona Zagabria: 1999
- Campionato bosniaco: 2

Široki: 2001-02, 2002-03
- Coppa di Bosnia ed Erzegovina: 2

Široki: 2002, 2003